# Aéroport international de Kota Kinabalu
L’aéroport international de Kota Kinabalu (en anglais Kota Kinabalu International Airport, en malais Lapangan Terbang Antarabangsa Kota Kinabalu, en chinois 亚庇国际机场) est l'aéroport de Kota Kinabalu. C'est le deuxième hub de Malaisie, au Sabah.

## Histoire
Initialement, l'aéroport était une base aérienne construite par l'armée Japonaise durant la seconde guerre mondiale. Il était nommé "Base Jesselton" ( Kota Kinabalu s'appelant alors Jesselton). Jusqu'à la fin de la guerre, la base a connu de nombreux bombardements jusqu'à la reddition de l'armée Japonaise en 1945.
Après la guerre, le Département de l'Aviation Civile (DCA) de Bornéo Nord (Aujourd'hui Sabah) ont pris en charge les opérations et la maintenance de l'aéroport. Une nouvelle couche de bitume fit surface ainsi qu'un nouveau terminal. En 1959, la piste fut étendue à 1 593 mètres de long pour permettre l'accès des turbopropulseurs Vickers Viscount de l'ancienne Malayan Airlines. Il en fut de même en 1963, lorsque la piste fut étendue a 1 921 mètres, pour accueillir les appareils Comet 4 Les vols commerciaux ont ainsi commencé à augmenter sensiblement. En 1967, la Cathay Pacific Airways, opérant sur des Convair 880, assurant une liaison à raison de deux vols par semaine à Hong Kong, avec une halte à Manille.
Durant les années 1970, un terminal plus récent fut construit de l'autre côté de la piste, pour y accueillir tous les vols commerciaux. L'ancien terminal, jusqu'à récemment, était appelé Airport Lama ("vieil aéroport"). En 1992, la DCA de Sabah fut privatisée, l'aéroport est alors géré par la Malaysia Airports Holdings Berhad. Des améliorations du site ont eu lieu en 2006, et dès janvier 2007, le vieil aéroport fut renommé Terminal 2, et le plus recent Terminal 1.

## Situation
| Alor · Setar Ba'kelalan Bario Bintulu Ipoh Johor Bahru Kerteh Kota Bharu Kota · Kinabalu Kuala · Lumpur Kuala Terengganu Kuantan Kuching Kudat Labuan Lahad Datu Langkawi Lawas Limbang Long · Akah Long · Banga Long Lellang Long · Seridan Malacca Marudi Miri Mukah Mulu Pulau · Pangkor Penang Pulau Redang Sandakan Sibu Subang Tanjung · Manis Tawau |

## Terminaux

### Terminal 1
Le Terminal 1 est le terminal principal de l'aéroport. On y accède à l'extérieur via Jalan Kepayan, Jalan Lintas et Jalan Putatan. Dernièrement, l'aéroport a subi une profonde rénovation, ce qui permettra à terme l'accueil de 9 millions de passagers annuels contre 2.5 millions actuellement.
La nouvelle aile du Terminal 1 fut complétée le 19 août 2008 et accueille les vols internationaux, l'ancienne aile accueillant les vols intérieurs. Le terminal 1 s'est doté de:
- 64 comptoirs d'enregistrements
- 5 Scanners à rayons X
- 36 comptoirs de l'Immigration (16 pour les départs et 20 pour les arrivées)
- 6 carrousels à bagages
- 3 étages (Rez-de-Chaussée: Hall d'arrivée, Premier étage: Bureaux, Deuxième étage: Check-in et hall de départ)

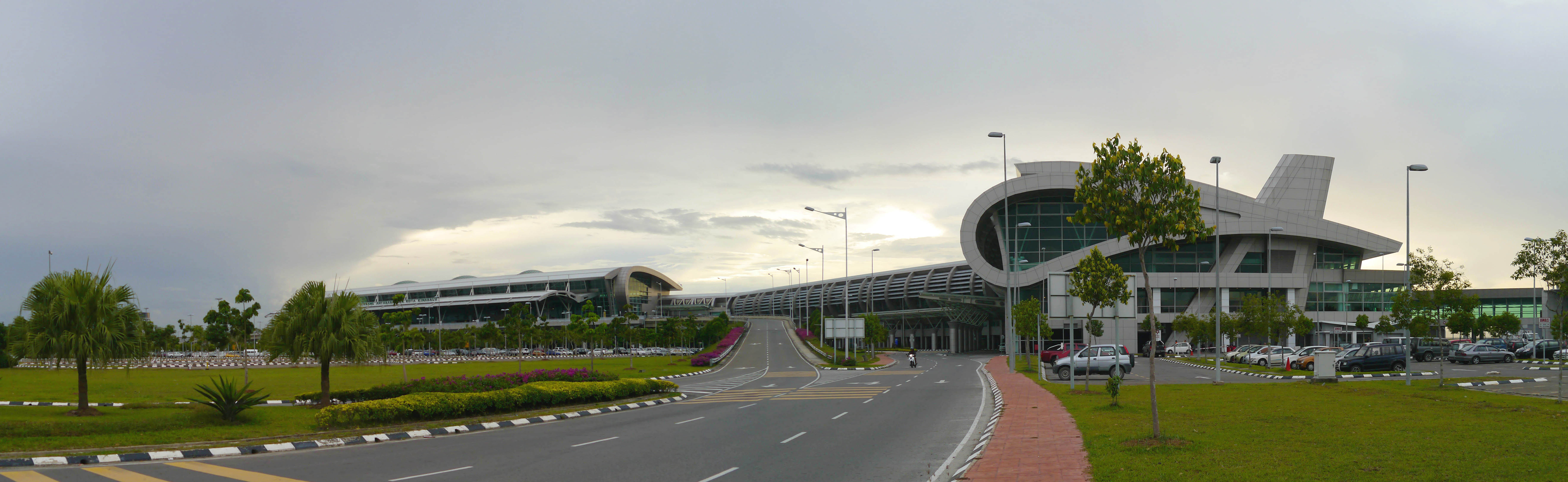
Aéroport International de Kota Kinabalu, Terminal 1

- 9 passerelles d'embarquement
- Parking de 1400 places.

### Terminal 2
Ce qui est aujourd'hui le Terminal 2 est en fait l'aéroport d'origine. On y accède de l'extérieur via Jalan Mat Salleh à Tanjung Aru, et se situe de l'autre côté de la piste du Terminal 1. Ce terminal est destiné aux charters et aux vols low-cost. Entièrement rénové, il peut accueillir 3 millions de passagers annuels. Il comporte 23 comptoirs d'enregistrements, 6 emplacements pour B737 et A320, 7 scanners à rayons X, une pièce VIP et 13 comptoirs d'Immigration

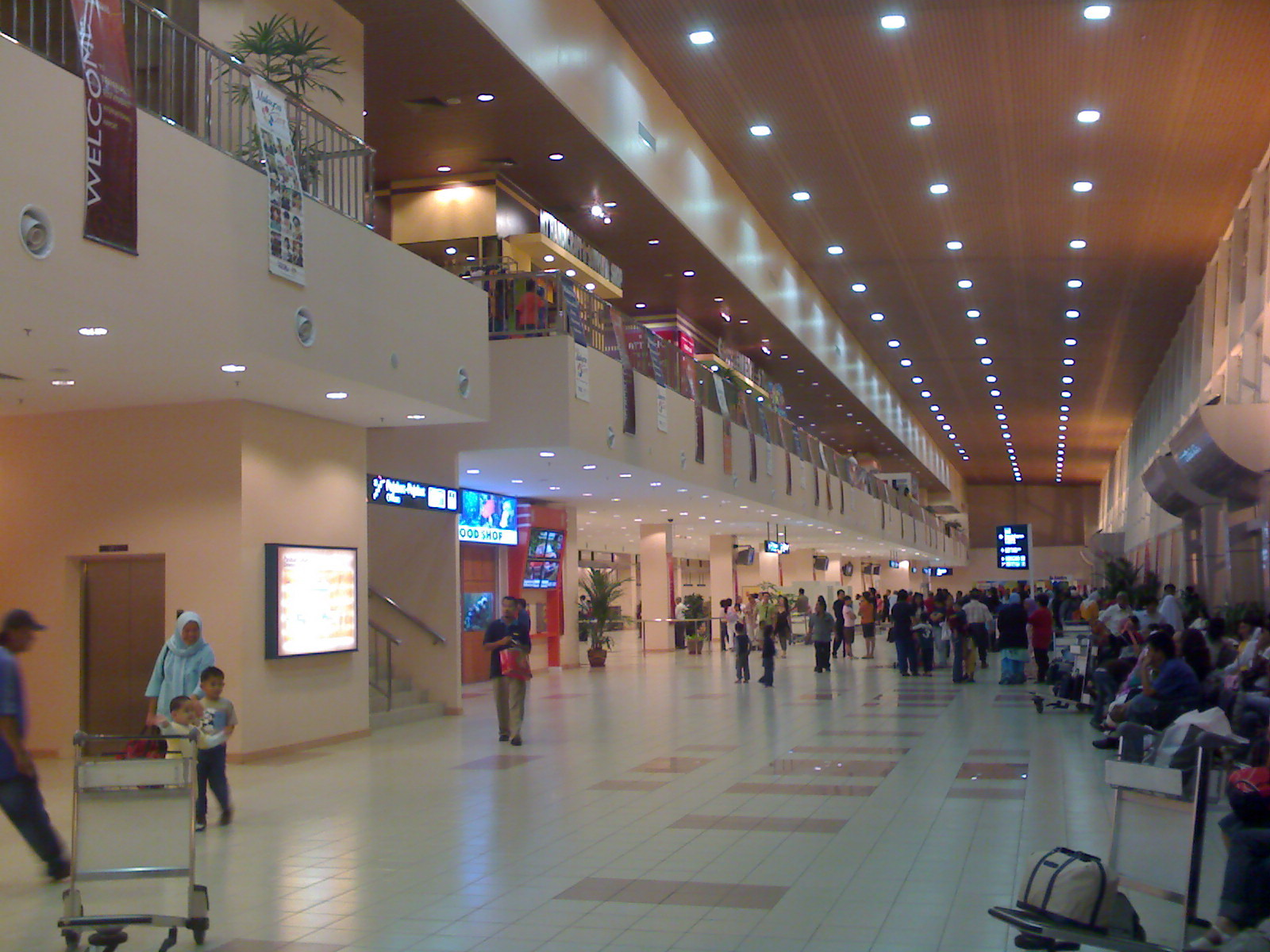
Lobby hall, Terminal 2

## Compagnies et destinations

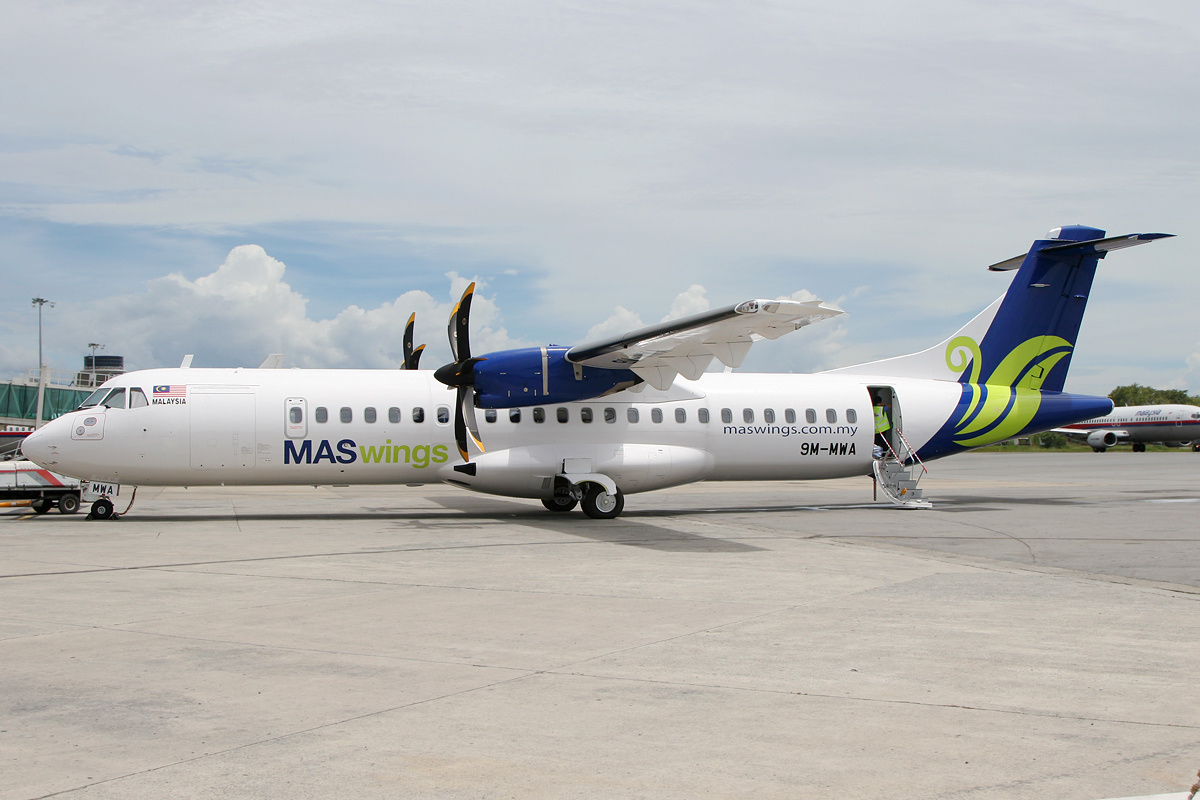
Un ATR72-500 de MASwings.

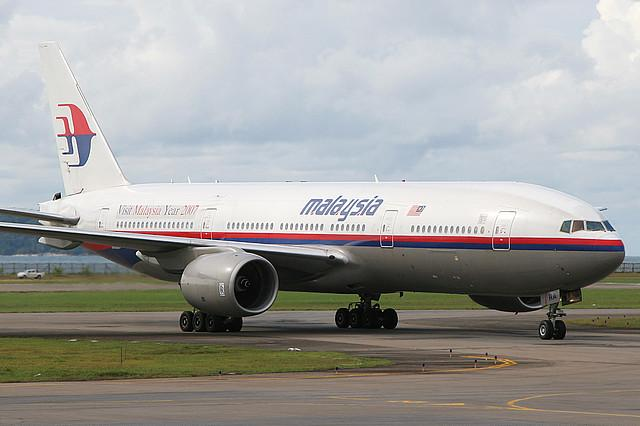
Boeing 777-200ER de Malaysia Airlines

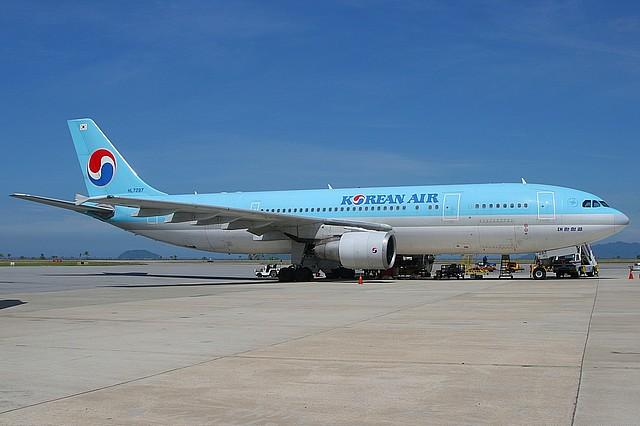
Airbus A300 de Korean Air sur le tarmac.

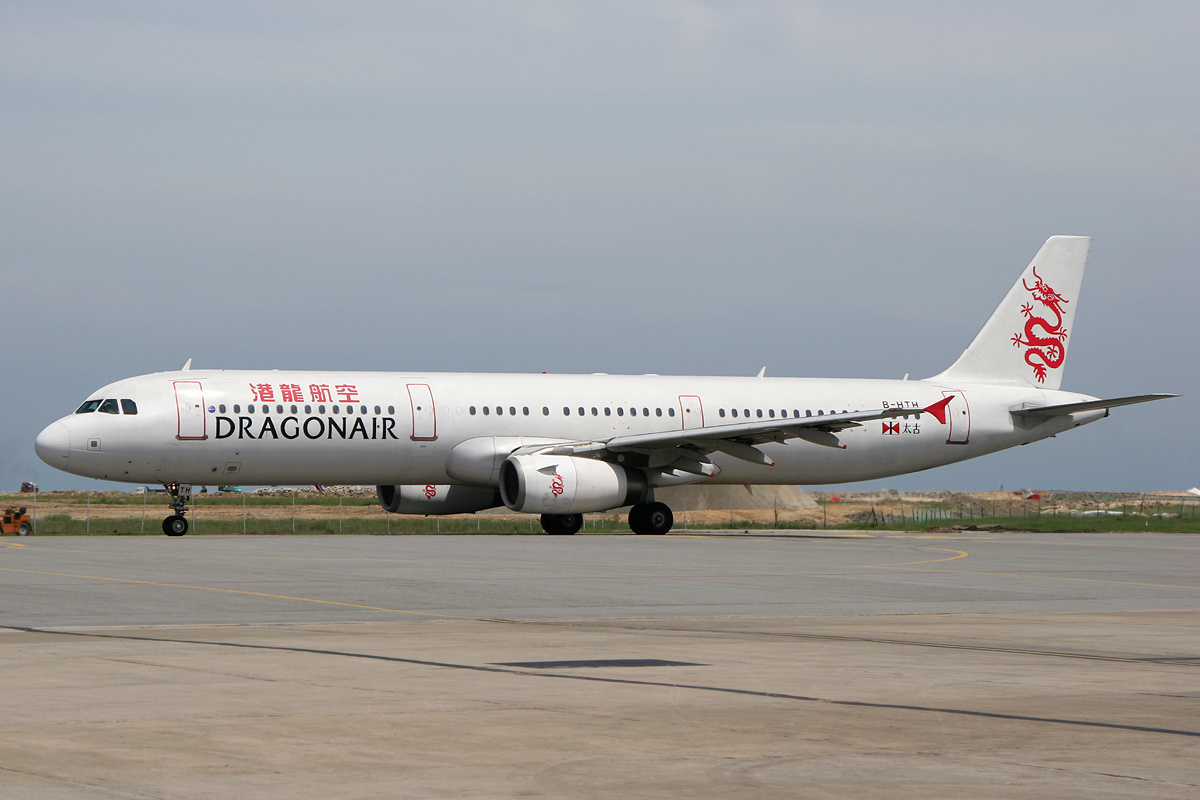
Airbus A321 de Dragonair.

### Passagers
| Compagnies                                         | Destinations |
| -------------------------------------------------- | --- |
| Air Seoul                                          | Séoul-Incheon |
| AirAsia                                            | Canton-Baiyun, Hangzhou-Xiaoshan, Hong Kong, Johor Bahru-Senai, Kota Bharu, Kuala Lumpur, Kuching, Miri, Penang, Sandakan, Shenzhen-Bao'an, Singapour-Changi, Taïwan-Taoyuan, Tawau, Wuhan |
| Batik Air                                          | Djakarta-S.-Hatta |
| Cebu Pacific                                       | Manille-N. Aquino |
| China Eastern Airlines opéré par Shanghai Airlines | Shanghai-Pudong |
| China Southern Airlines                            | Canton-Baiyun |
| Eastar Jet                                         | Séoul-Incheon En saison : Pusan-Gimhae |
| Jeju Air                                           | Séoul-Incheon |
| Jin Air                                            | Séoul-Incheon |
| Lion Air                                           | En saison : Xi'an-Xianyang |
| Lucky Air                                          | Kunming-Changshui |
| Malaysia Airlines                                  | Kuala Lumpur, Kuching, Perth, Sandakan, Shanghai-Pudong, Taïwan-Taoyuan, Tawau, Tianjin Binhai , Tokyo-Narita En saison : Penang                                                           |
| Malaysia Airlines opéré par MASwings               | Bintulu, Kuching, Kudat, Labuan, Lahad Datu, Lawas (en), Limbang (en), Miri, Mulu, Sandakan, Sibu, Tawau                                                                                   |
| Malindo Air                                        | Changsha, Chengdu-Shuangliu, Kuala Lumpur, Taïwan-Taoyuan |
| Philippines AirAsia                                | Manille-N. Aquino |
| Royal Brunei Airlines                              | Bandar Seri Begawan |
| SilkAir                                            | Singapour-Changi |
| Spring Airlines                                    | Shanghai-Pudong, Shenzhen-Bao'an |
| XiamenAir                                          | Pékin-Capitale, Fuzhou-Chánglè |

Édité le 03/02/2018

## Statistiques
Pour des raisons techniques, il est temporairement impossible d'afficher le graphique qui aurait dû être présenté ici.

Voir la requête brute et les sources sur Wikidata.